# Santa Maria de Ferran
Santa Maria de Ferran és una capella de Tarragona protegida com a Bé Cultural d'Interès Local.

## Descripció
Capella amb elements de pedra a la façana i al campanaret, de factura neobarroca.

## Història
Hi ha una reforma feta per Ramon Salas i Ricomà, arquitecte.